# Bolonyai római katolikus kápolna
A bolonyai római katolikus kápolna, dedikációja szerint Szent Katalin-kápolna (nem tévesztendő össze a középkori Szent Katalin-kápolnával) 1829-ben épült az egykori brassói római katolikus temető részeként, egy korábbi kápolna helyén. Magát a temetőt a 17. században létesítették és a városkép egyik meghatározó eleme volt; 1987-ben a kommunista városvezetés felszámolta, de a kápolnát kegyeleti okokból nem bontották le.
Helyi jelentőségű műemlék BV-II-m-B-11299 kódszám alatt.

## Története
Az 1688-as fogarasi nyilatkozat értelmében Erdély – és így Brassó is – Habsburg-kézre került. A császáriak a katolicizmust részesítették előnyben a protestáns vallásokkal szemben, és több, evangélikusok által használt vagy elhagyatott templomot a katolikusoknak ítéltek. Még ugyanebben az évben új katolikus temetőt hoztak létre a brassói várfalakon kívül, a Kapu utcai kapu előtti beépítetlen területen, a bolonyai Kút utca (jelenleg str. 15 Noiembrie) és Kocsma utca (jelenleg str. Iuliu Maniu) kereszteződésénél.
A temető területén 1712-ben Faber osztrák főkapitánynak, Brassó katonai parancsnokának támogatásával felépítették a Szent Katalin-kápolnát, 1807-ben pedig egy szegényházat is létesítettek (Szent Katalin-lazarétum; ez ma is áll, jelenleg lakóház). 1712 és 1827 között több városi és katonai méltóságot temettek a kápolna kriptájába.
1829-ben Joseph Lamasch plébános újjáépíttette a kápolnát, ugyanebben az évben a szegényházat is kibővítették. Az új épület a régi kápolna kriptáját is magába foglalta, de 1827 után már nem temetkeztek ide. A 19. század második felében az északkeleti várfalak lebontásával a város tovább terjeszkedett, a Kapu utca elérte a temetőt, a várfalak helyén pedig létrehozták a Rezső körutat, mely mentén nagyméretű középületeket emeltek (törvényszék, pénzügyi palota, posta, iskolák).
A hatalomra került román kommunisták 1956-ban megtiltották a további temetkezést a városközpontban a magyar katolikusok és evangélikusok számára. A temető egy részét kisajátították, és 1956–1959 között itt építették fel az Állami Színház épületét. 1987 nyarán teljesen felszámolták a temetőt; a síremlékek nagy részét elpusztították vagy ellopták, egyeseket a belvárosi katolikus templomban sikerült biztonságba helyezni. A kápolnát kegyeleti okokból meghagyták és a színház melletti kis park részévé tették, azonban a temető megszűnésével elvesztette jelentőségét és rendeltetését.
Pénzhiány, és az ebből következő karbantartás hiánya miatt a 2010-es évekre a kápolna romos állapotba került; feltörték, falait összefirkálták, belsejében hajléktalanok ütöttek tanyát. 2016–2017-ben rendbehozták és felújították.

## Leírása
Az 1829-ben épült kápolna keletelt, T alaprajzú, neogótikus stílusú. A narthex nyeregteteje merőleges a hajóéra; fölötte kis, hatszögletű torony van. A tetőt cserép, a tornyot bádog fedi, a csatornapárkányt íves szegélyzet díszíti. A narthex ablakai kerekek, a hajó hosszanti oldalain három-három boltíves ablak helyezkedik el. Déli homlokzatán háromnyelvű márványtábla állít emléket a felszámolt katolikus temetőnek.
Belső falai fehérek, a padlót fedő fekete-fehér kövek csillagos, sugaras mintákat alkotnak. Empire stílusú faoltárán a feltámadást ábrázoló, korinthoszi oszlopok által közrefogott festmény van, efölött pedig a Fekete Madonna domborműve.

### A kripta
A félköríves boltozatú, téglalap alaprajzú alagsori kripta a korábbi, 1712-ben épült temetői kápolna egyetlen megmaradt része. 1712 és 1827 között több katonai és városi méltóságot temettek ide: Faber, Kálnoky Sándor, Szécsen Ferdinánd parancsnokokat, Eduard Fronius, Johann Gottlieb Schoppell tanácsosokat. Keleti oldalában 11, északi és déli oldalaiban három-három, nyugati oldalában négy sírhely van. Bejárata a kápolna előteréből nyílik.

## Képek

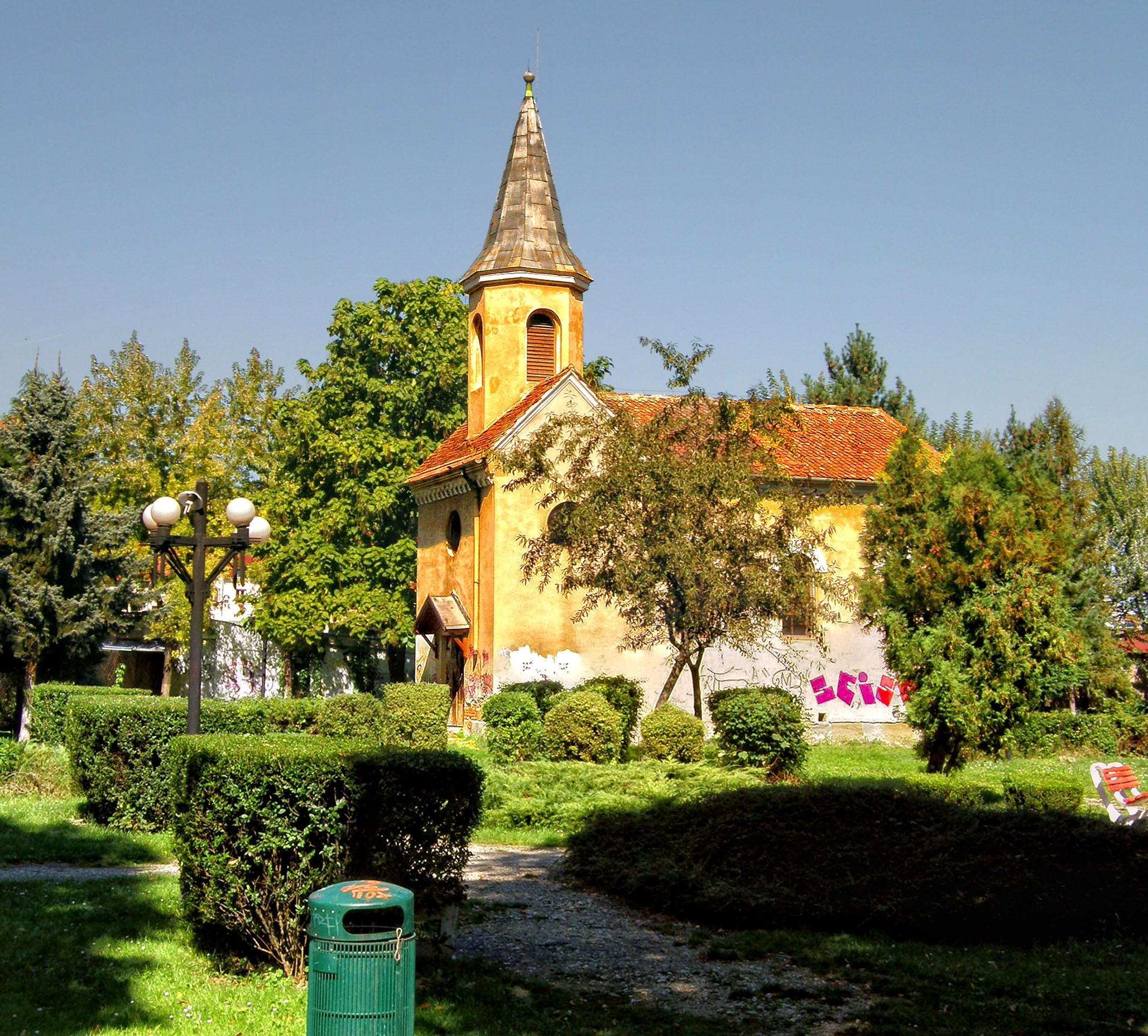
A 2017-es felújítás előtt...
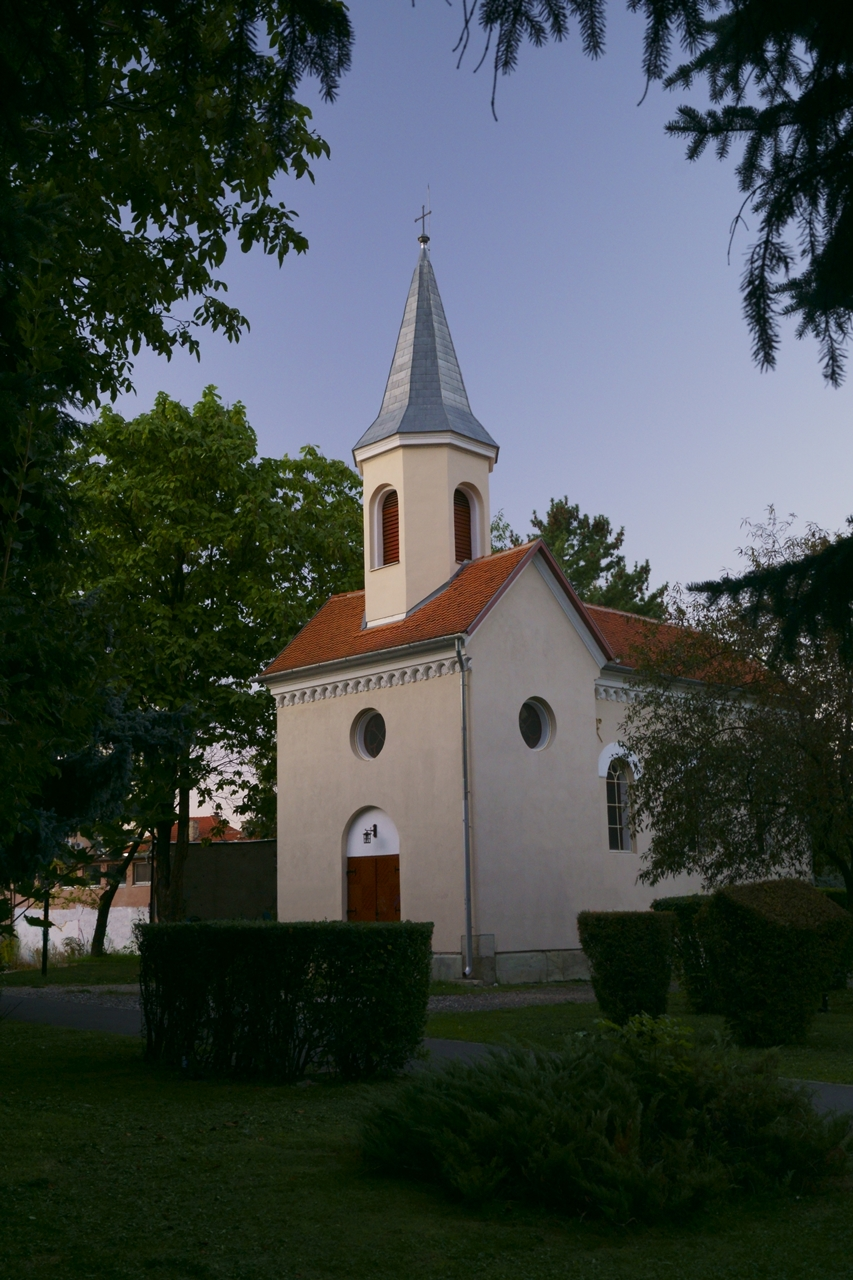
és után
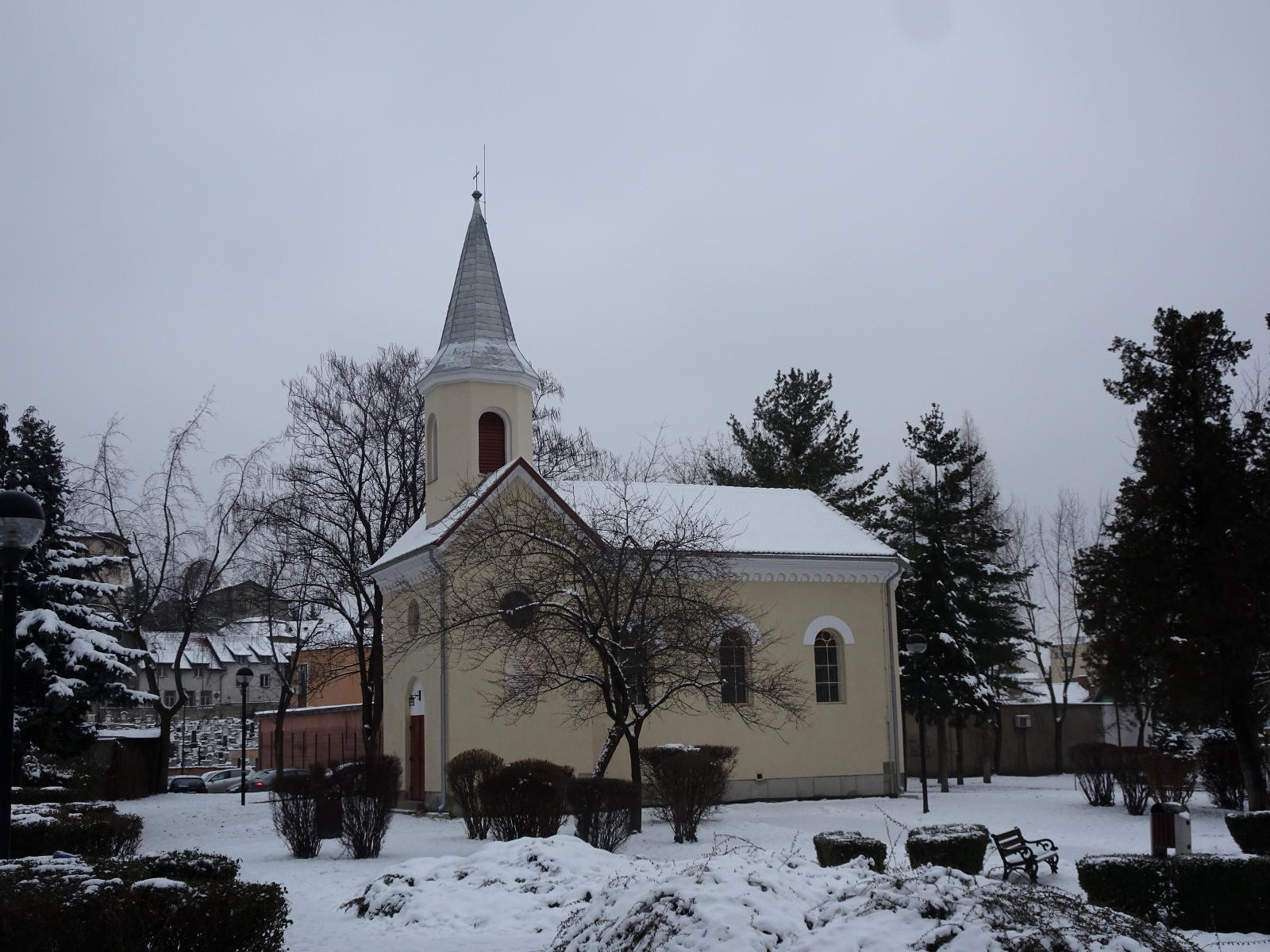
Télen
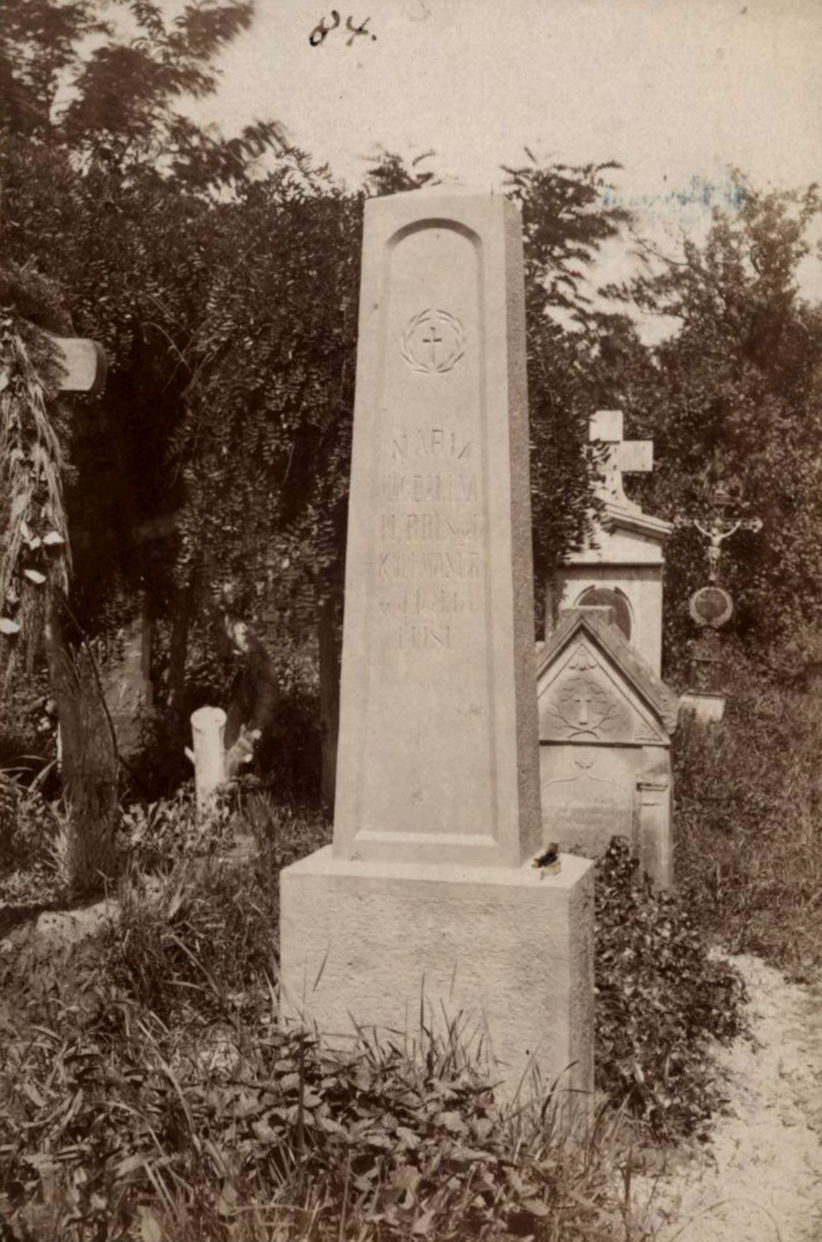
A temető a 19. század végén